# Skælskør
Skælskør – miasto na wyspie Zelandia w Danii, w południowej części gminy Slagelse, w regionie Zelandia.

## Położenie
Miasto jest położone na wyspie Zelandia i oddalone jest o około 12 kilometrów (w linii prostej) od miasta Korsør.